# Tüwdijn Cerendondow
Tüwdijn Cerendondow (mong. Түвдийн Цэрэндондов; ur. 1 maja 1934 w Taragcie, zm. 15 kwietnia 2018) – mongolski strzelec, olimpijczyk. 
Brał udział w igrzyskach w 1964 (Tokio). Startował w jednej konkurencji, w której uplasował się na 45. miejscu (w stawce 53 startujących zawodników). 

## Wyniki olimpijskie
| Igrzyska | Konkurencja                                    | Wynik | Miejsce    | Źródło |
| -------- | ---------------------------------------------- | --- | ---------- | ------ |
| IO 1964  | Karabin małokalibrowy, trzy postawy, 50 metrów | 1087 punktów Pozycja leżąca: 384 punkty (97-96-95-96) Pozycja klęcząca: 362 punkty (89-92-86-95) Pozycja stojąca: 341 punktów (87-84-83-87) | 45 (na 53) | [ 2 ]  |